# Аннетт Едмондсон
Аннетт Едмондсон  (англ. Annette Edmondson, 12 грудня 1991) — австралійська велогонщиця, олімпійська медалістка.

## Виступи на Олімпіадах
| Олімпіада   | Дисципліна                                 | Місце |
| ----------- | ------------------------------------------ | ----- |
| Лондон 2012 | Командна гонка переслідування, 3000 метрів | 4     |
| Лондон 2012 | омніум                                     | 3     |